# Propellerheads
Propellerheads var en brittisk duo från Bath som gjorde elektronisk musik åren 1995–2003. Medlemmarna var Will White och Alex Gifford som tidigare hade spelat saxofon på albumen Dreamtime och 10 och med the Stranglers.
Propellerheads släppte ett tiotal singlar och tre EP samt ett fullängdsalbum, Decksandrumsandrockandroll från 1998 som nominerades till Mercurypriset.